# Camminata sull'asse

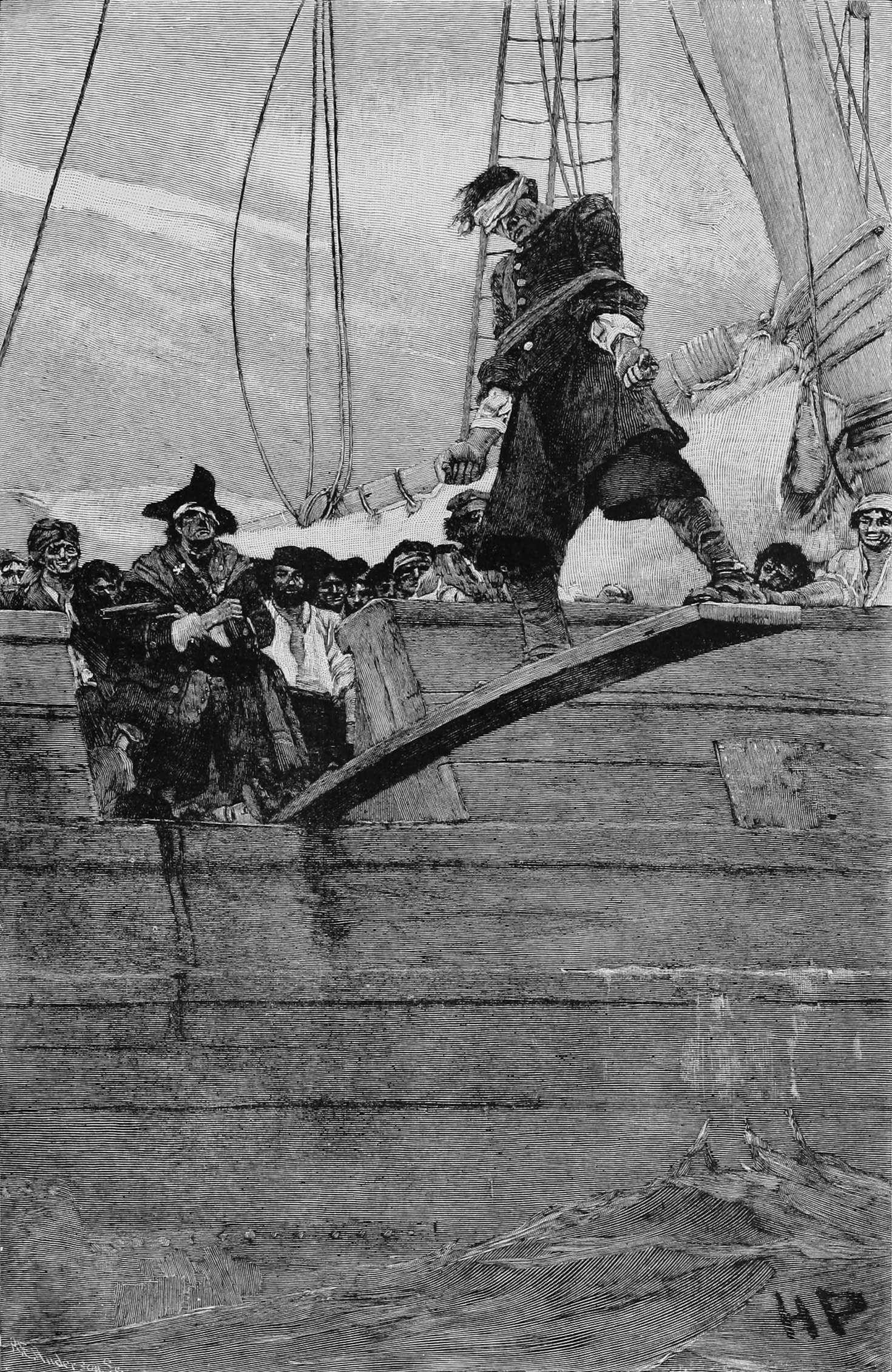
La camminata sull'asse in un'illustrazione di Howard Pyle per Harper's Magazine, 1887.

La camminata sull'asse è stata una forma di esecuzione capitale, tortura o punizione ritenuta praticata dai pirati, che consisteva nel costringere il condannato a camminare su una passerella sporgente dalla ringhiera della nave, facendolo cadere in mare e annegare.
Nella maggior parte dei casi, per il divertimento dei carnefici e per la tortura psicologica delle vittime, le mani del prigioniero venivano legate in modo che non potesse nuotare né venire in superficie, e costretto con una spada o un'altra arma puntata contro a camminare fino all'estremità della tavola. Se cadeva, solitamente moriva annegato o mangiato dagli squali.
Questa forma di esecuzione è diventata parte della moderna mitologia dei pirati ed è spesso descritta nei libri e nei film, incluso il romanzo Peter e Wendy.
Sebbene costringere le vittime a camminare sull'asse sia stato un motivo dei pirati nella cultura popolare sin dal XIX secolo, sono stati documentati pochi casi reali, il che rende difficile stabilire quanto fosse comune questa pratica. Il termine è stato registrato nel Dictionary of the Vulgar Tongue (Dizionario della lingua volgare) del lessicografo inglese Francis Grose, pubblicato per la prima volta nel 1785.

## Casi storici
Si dice che il pirata danese John Derdrake (attivo nel mar Baltico alla fine del 1700) abbia fatto annegare tutti i suoi prigionieri, presumibilmente facendoli camminare sull'asse.
Nel 1769, l'ammutinato George Wood confessò al suo cappellano nella prigione di Newgate (a Londra) che lui e i suoi compagni ammutinati avevano condannato un loro ufficiale a camminare sull'asse.
Nel 1829, dei pirati intercettarono il brigantino olandese Vhan Fredericka tra le Isole Vergini e uccisero la maggior parte dell'equipaggio facendoli camminare sull'asse con palle di cannone legate ai piedi.

## Letteratura
Il capitano Charles Johnson, nel suo libro del 1724 Storia generale dei pirati, descrisse una pratica simile (utilizzando una scala anziché un'asse) nel Mediterraneo dell'antichità classica: ai prigionieri romani veniva offerta una scala e data loro la libertà, a condizione che fossero disposti a nuotare per questo.
Il racconto d'avventura di Robert Louis Stevenson L'isola del tesoro (1884) contiene almeno tre riferimenti alla camminata sull'asse, incluso all'inizio dove Billy Bones racconta storie agghiaccianti della pratica a Jim Hawkins.
Il concetto appare anche in Peter Pan e Wendy di James M. Barrie, dove i pirati di Capitan Uncino contribuirono a definirne l'archetipo.

## Cinema
Nel Classico Disney Le avventure di Peter Pan (1953), è famosa la scena in cui Capitan Uncino e i suoi pirati costringono Wendy Darling a camminare sull'asse. Un altro famoso esempio è nel primo film del franchise Pirati dei Caraibi, intitolato La maledizione della prima luna (2003), dove Capitan Barbossa e il suo equipaggio maledetto condannano il Capitano Jack Sparrow ed Elizabeth Swann a tale pratica per abbandonarli su un'isola deserta al largo delle Indie occidentali.
Altri film in cui viene mostrata tale forma di esecuzione sono Il ritorno dello Jedi (1983), I Goonies (1985), Hook - Capitan Uncino (1991), Giù le mani dal mio periscopio (1996), Peter Pan (2003) e L'era glaciale 4 - Continenti alla deriva (2012).